# Popillia varicollis
Popillia varicollis är en skalbaggsart som beskrevs av Lin 1988. Popillia varicollis ingår i släktet Popillia och familjen Rutelidae. Inga underarter finns listade i Catalogue of Life.